# 基布雷爾 (阿肯色州)
基布勒（英語：Kibler）是一個位於美國阿肯色州克勞福德縣的城市。

## 地理
基布勒的座標為35°25′31″N 94°14′11″W / 35.42528°N 94.23639°W，而該地的平均海拔高度為133米（即436英尺）。

## 人口
根據2020年美國人口普查的數據，基布勒的面積為12.96平方千米，當中陸地面積為12.94平方千米，而水域面積為0.02平方千米。當地共有人口1005人，而人口密度為每平方千米77人。